# Carme Bravo

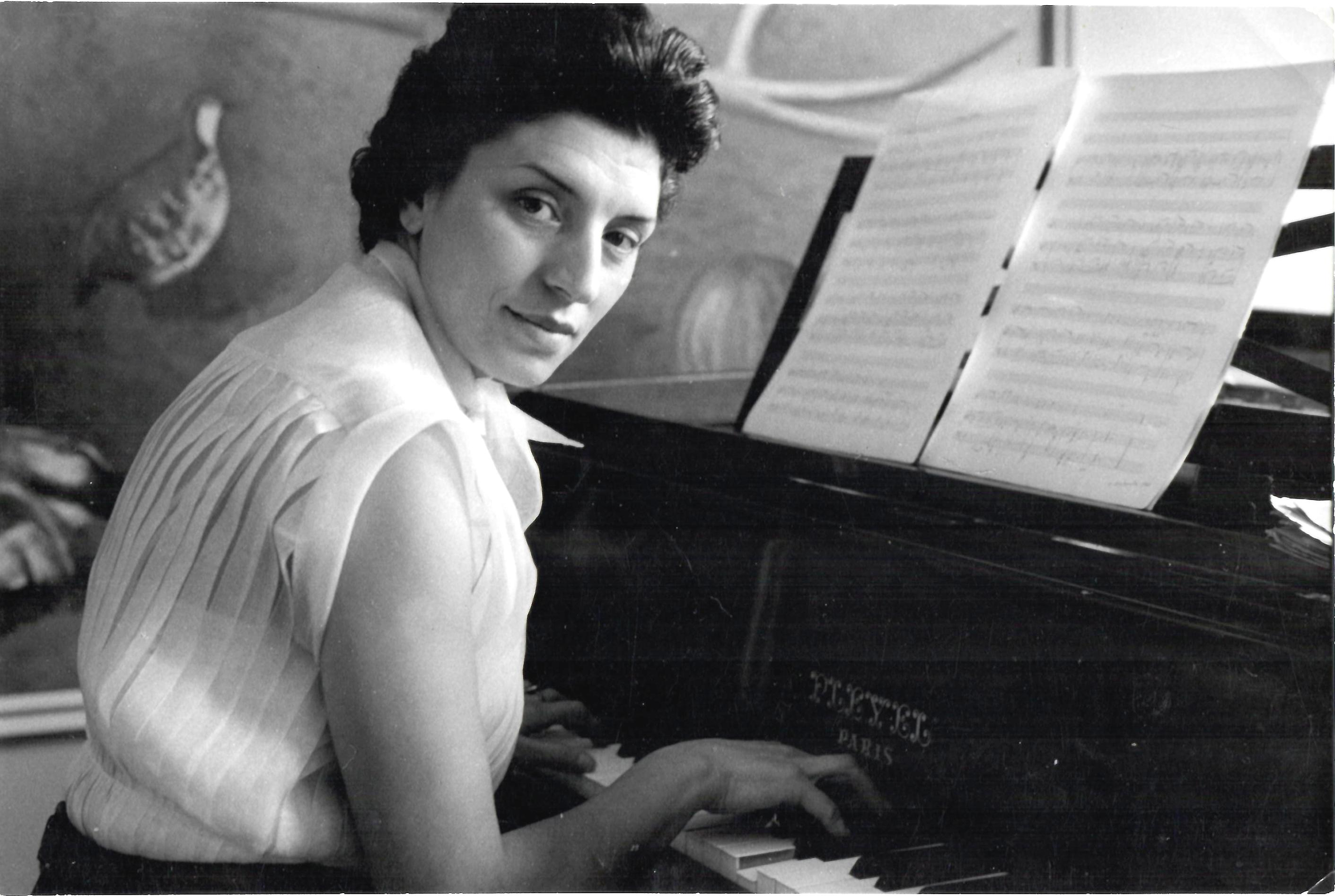
Carme Bravo in einem Konzert am Colegio de España in Paris (1951), fotografiert von Sabine Weiss

Carme Bravo, spanisch auch Carmen Bravo (* 1920; † 29. April 2007 in Barcelona), war eine katalanische klassische Pianistin und Musikpädagogin. Sie war seit 1957 mit dem Komponisten Frederic Mompou verheiratet.

## Leben und Wirken
Als jüngste Tochter einer Handwerkerfamilie entdeckte Bravo früh ihre Begabung für die Musik und studierte am Konservatorium in Barcelona Klavier. Sie gewann eine Reihe wichtiger Preise und erhielt schließlich ein Stipendium für ein Studium in Paris. Ihre Karriere begann mit Auftritten in Frankreich, Italien und Holland. Ihre Familie sah eine große Karriere für sie voraus.
1941 nahm Bravo 22-jährig an einem Klavierwettbewerb in Barcelona teil. Bravo gewann diesen Wettbewerb nicht, aber sie machte Bekanntschaft mit dem in der Jury vertretenen, zu diesem Zeitpunkt 48-jährigen Komponisten Frederic Mompou. Mompou gab ihr zu verstehen, dass er von der Leidenschaft ihrer Aufführung des Schumann-Konzerts überwältigt war. 1942, nach einem gemeinsamen Konzertbesuch im Palau de la Música Catalana gingen beide im Gotischen Stadtviertel von Barcelona spazieren. Sie hörten auf einem Platz das mitternächtliche Glockenspiel. Mompou komponierte angeblich hierdurch inspiriert das Stück La Fuente i la Campana (Der Brunnen und die Glocken), das nach öffentlicher Meinung Carme Bravo gewidmet war.
Bravos Eltern verstanden die sich entwickelnde Beziehung ihrer Tochter zu dem alternden Komponisten und Konservatoriumslehrer nicht. Im Dezember 1957 heirateten Bravo und Mompou nach 15-jähriger Beziehung in der romanischen Kapelle auf dem Montjuïc in Barcelona, ohne dass Carme Bravo ihre Eltern zuvor hierüber informiert hätte. Nach ihrer Hochzeit unterbrach Bravo ihre aktive Pianistenkarriere und wirkte als Klavierdozentin. Bravo arbeitete 30 Jahre lang bis zum Tod ihres Mannes am 30. Juni 1987 und darüber hinaus daran, das kompositorische Werk ihres Mannes bekannt zu machen, zu fördern und zu verbreiten. Bravo hatte Mompou schon vor ihrer persönlichen Bekanntschaft als Künstler bewundert. Trotzdem erklärte sie öffentlich: „Es war schwer für mich zu erkennen, dass ich mich in ihn verliebt hatte.“ Umgekehrt war Bravo für Mompou der Schlüssel, der diesem sein bedeutendes Spätwerk überhaupt erst eröffnete und ermöglichte. Als Bravo Mompou kennenlernte, befand dieser sich in einer bereits zehn Jahre andauernden kreativen Krise, in der er nur zwei kleinere Werke zu Papier gebracht hatte. Mompou gestand zu dieser Zeit, nachdem er Carme Bravo kennengelernt hatte, freimütig: „Als ich 1942 an einer Reihe von Liedern arbeitete, war es wirklich nicht mehr so schwierig, die Inspiration für diese intimen Werke zu gewinnen.“ Bravo bewegte ihren Mann dazu, wieder öffentliche Konzerte in Europa und in den Vereinigten Staaten zu geben, bis Mompou 80 Jahre alt wurde. In solchen Konzerten gestaltete Bravo gewöhnlich den ersten Konzertteil mit Mompou-Klavierstücken und Mompou selbst begleitete im zweiten Teil eine Sängerin oder einen Sänger beim Vortrag der von ihm komponierten Kunstlieder.
Einer der Schüler von Carme Bravo war Luis Fernando Pérez.

## Diskographie
- Carmen Bustamante, Carmen Bravo: Frederic Mompou - Cançons, PDI, 1988, 30.1692
- Gonzalo Soriano, Carmen Bravo: Federico Mompou - Obras Para Piano, EMI 1992, CDM 7 64470 2